# Gloria Bacon
Gloria Isabel Bacon Hogson (Bluefields, 1958) es una bailarina, coreógrafa, maestra de danza contemporánea y promotora cultural nicaragüense. Fundadora de la Escuela de Danza Espacio Abierto y del Festival Internacional de Danza Contemporánea. Orden Independencia Cultural Rubén Darío en 2008. Sus aportes a la danza en Nicaragua han sido reconocidos en el Museo Nacional de la Danza de Nicaragua, inaugurado en 2021.

## Biografía
Gloria Bacón nació en Bluefields y se mudó a Managua con su madre y hermana a los 6 años, en donde sufrió expresiones de racismo por ser de la costa caribeña en el Pacífico. El terremoto de 1972 le hizo abandonar la capital y terminar sus estudios de secundaria en Bluefields, donde se incorporó a un equipo de baloncesto,Regresa a Managua para estudiar la carrera de decoración de interiores, en la Universidad Politécnica de Nicaragua (UPOLI): en esos años se integra al equipo de baloncesto femenino de la universidad y al grupo de folklor Nandayosi participando en presentaciones culturales en distintos barrios de Managua. 
Con el triunfo de la Revolución Sandinista en 1979, inicia sus estudios de Danza Contemporánea en la Escuela Nacional de Danza; teniendo como maestros a la mexicana Evangelina Villalón, y el cubano Gerardo Lastron. En la década de los 80, termina su formación profesional y forma parte del Colectivo de Danza Moderna 19 de Julio, participando en brigadas culturales y en festivales internacionales de cultura y danza. 
En 1991 funda la Compañía de Danza Contemporánea y en 1995 la Escuela de Danza Espacio Abierto, tras identificar la necesidad de mantener la formación de profesionales de la danza contemporánea.
También es fundadora del Festival Internacional de Danza Contemporánea: un espacio para el encuentro, el intercambio y la visibilización de la danza. En octubre de 2022 se celebró la XXVII edición del Festival Internacional de Danza Contemporánea, después de dos años de suspensión por la pandemia del COVID-19.
Como bailarina y coreógrafa ha representado a Nicaragua en el Festival de Montagne Pelée, en Francia; en festivales de Finlandia, Alemania, Unión Soviética, México, Venezuela, Ecuador y Centroamérica. En 2021 fue reconocida como pionera de la danza contemporánea y maestra de generaciones en el Museo Nacional de la Danza creado por el Instituto Nicaragüense de Cultura (INC) en saludo al Día Internacional de la Danza.